# La-Amarga-Formation
Die La-Amarga-Formation ist eine lithostratigraphische Formation, die in Argentinien aufgeschlossen ist. Es handelt sich um kontinentale Sedimentgesteine, die auf die Unterkreide (Barremium bis Unteres Aptium) datiert werden können. Die La-Amarga-Formation zählt zum Neuquén-Becken und ist die älteste kontinentale Formation dieses Sedimentbeckens. Sie ist insbesondere für ihren Fossilienreichtum berühmt, der unter anderem die Überreste von Dinosauriern mit einschließt.

## Lage
Diese Formation wurde erstmals von Roll (1939) beschrieben und von Musacchio (1970) benannt. Typlokalität ist der Wadi La Amarga sowie der nahegelegene nördliche Hang des China-Muerta-Hügels, etwa 70 km südlich der Stadt Zapala in der argentinischen Provinz Neuquén. Die La-Amarga-Formation ist Teil des Neuquén-Beckens und wird von der marinen Agrio-Formation unterlagert und von der kontinentalen Lohan-Cura-Formation überlagert. Von beiden Formationen ist sie diskordant (durch Sedimentationslücken) getrennt.

## Aufbau
Diese Formation erreicht eine Mächtigkeit von ca. 159 Metern. Sie wird in drei Subformationen (eng. Member) unterteilt: An der Basis befindet sich der Puesto-Antigual-Member mit einer Mächtigkeit von ca. 29 Metern. Diese Subformation besteht aus fluviatil abgelagerten Sandsteinen eines Zopfstromsystems. Die mittlere Subformation bildet der Bañados-de-Caichigüe-Member mit einer Mächtigkeit von ca. 21 Metern, welcher aus weiß bis gelblichen Kalksteinen besteht, die sich mit Schwarzschiefern und grünlichen Siltsteinen abwechseln. Die Kalksteine wurden dabei lakustrin (in einem See) abgelagert. Der Piedra-Parada-Member, die oberste Subformation, nimmt mit einer Mächtigkeit von ca. 109 Metern mehr als zwei Drittel der Abfolge ein und besteht aus hellbraun bis rötlichen, fein- bis mittelkörnigen Sandsteinen, die sich mit rötlichen sowie braunen bis grünlichen Siltsteinen abwechseln. Die Sedimente dieser Subformation wurden durch einen Flusssystem abgelagert, außerdem finden sich Hinweise auf Versumpfung und Bodenbildung (Paläoböden).

## Fossilien
Die La-Amarga-Formation ist besonders aufgrund ihres Reichtums an fossilen Wirbeltieren von wissenschaftlicher Bedeutung. Diese Fossilien stammen vor allem aus der unteren Subformation, dem Puesto-Antigual-Member, und schließen die Überreste von sauropoden, thyreophoren und theropoden Dinosauriern, Krokodilverwandten sowie Säugetieren mit ein. Sauropoden waren mit dem Dicraeosauriden Amargasaurus, dem ursprünglichen Diplodocoidea Zapalasaurus und dem Titanosaurier Amargatitanis vertreten. Weitere Überreste konnten ursprünglichen Vertretern der Titanosauriformes sowie Rebbachisauriden zugeschrieben werden. Thyreophore Dinosaurier sind mit den fragmentarischen Überresten eines Stegosauriers vertreten – der bislang einzige aus Südamerika bekannte Stegosaurier. Theropode Dinosaurier sind mit dem Abelisaurier Ligabueino vertreten; außerdem wurden Zähne gefunden, die einem großen Tetanuren zugeschrieben werden können. Krokodilverwandte traten mit dem Mesoeucrocodylia Amargasuchus auf. Säugetiere sind mit dem Cladotheria Vincelestes neuquenianus vertreten – dabei handelt es sich um das bislang einzige aus der Unterkreide Südamerikas beschriebene Säugetier.